# Parc national du Mont-Mégantic
Der Parc national du Mont-Mégantic ist einer der aktuell 27 Nationalparks in der kanadischen Provinz Québec. Dort entspricht ein Parc national dem, was in den übrigen Provinzen als Provincial Park bezeichnet wird. Der Park wird von Sépaq (französisch Société des établissements de plein air du Québec bzw. englisch Society of outdoor recreation establishments of Quebec) betrieben.
Die Aufgabe des 1994 im äußersten Süden der Provinz südlich des Sankt-Lorenz-Stroms eingerichteten, 54,86 km² großen Parks, besteht darin, das Gebiet um die Südflanke des namengebenden Berges, der als nördlicher Ausläufer der Appalachen gilt, zu schützen und zu repräsentieren. Auf der Nordflanke erstreckt sich das Réserve écologique Samuel-Brisson, ein Strenges Naturreservat. Der Park ist auch als Important Bird Area registriert, das heißt, er gilt nach globalen Kriterien als wichtig für den Arten- und Biotopschutz insbesondere für Vögel (zone importante pour la conservation des oiseaux). Auf dem Gipfel des Berges befindet sich seit 1978 die Sternwarte Observatoire du Mont Mégantic.

## Geschichte
1978 wurde eine Sternwarte auf dem 1111 m hohen, zweithöchsten Berg der Provinz eingerichtet. Am 21. September 2007 entstand um diese Einrichtung ein sogenanntes Dark-sky preserve oder Réserve de ciel étoilé. In diesem Gebiet wird künstliches Licht soweit irgend möglich vermieden, um die Arbeit des Observatoriums zu ermöglichen, das keine Störlichter verträgt. Um der Öffentlichkeit Zugang zu Beobachtungen dieser Art zu eröffnen, entstand mit dem Observatoire populaire du Mont-Mégantic eine allen zugängliche Station, die mit einem 61-cm-Teleskop ausgestattet ist.
2005 zählte der Park 40.000 Besucher.
2007 wurde der Park und Umgebung im Ausmaß von 58,45 km² von der International Dark Sky Association (IDSA)  als Dark Sky Preserve (Lichtschutzgebiet, Mont-Mégantic International Dark Sky Reserve) ausgewiesen. Die IUCN führt das Gebiet, da es dem Schutz des Observatoriums vor Beeinträchtigung dient, als DSAG-Klasse 1 Starlight Reserve.

## Flora und Fauna
Die Flora am zweithöchsten Berg Québecs ist sehr ungewöhnlich, da die dortigen Tannenwälder vor allem von Sauerklee durchsetzt sind. Er hält sich vor allem in den höheren Regionen, die von zahlreichen Stümpfen abgestorbener Bäume gekennzeichnet sind. Die meisten der Bäume sind rund 100 Jahre alt, einige über 160. Etwa 3,9 km² Flächen in den Höhenlagen von Mont Mégantic, Saint-Joseph und Victoria stehen daher unter Schutz und gelten als außergewöhnliche Waldökosysteme (écosystème forestier exceptionnel). Die leichter zu erreichenden Gebiete auf dem Plateau wurden hingegen noch in den 1950er Jahren abgeholzt.
Zudem hat die Straße, die auf den Gipfel führt, nicht nur zu massiven Schädigungen geführt, sondern sie verstärkt auch die Erosion. Untersucht wird, wie sich die Vegetation von den massiven Eingriffen unter den Bedingungen extremer klimatischer Anforderungen erholt. Zugleich wird mit Abdeckungen und anderen Mitteln versucht, der Erosion Einhalt zu gebieten. Hinzu kommt der seit den 1990er Jahren bekannte Eintrag von Quecksilber.
Obwohl es einige geeignete Feuchtgebiete, wie die Marais des Scots gibt, wurden bisher keine Schildkröten entdeckt. Hingegen fanden sich 1998 allein an einem untersuchten Platz 90 Käferarten. Spinnen wurden bisher gar nicht untersucht.

## Belege
1. ↑  Patrick Galois, Martin Quellet, Christian Fortin: Les parcs nationaux du Québec: herpétofaune, intégrité écologique et conservation, in: La société provancher d'histoire naturelle du Canada (Hrsg.): Parcs et Aires protégées, 2007, S. 79.
2. ↑  Celia A. Evans, Tom C. Hutchinson: Mercury Accumulation in Transplanted Moss and Lichens at High Elevation Sites in Quebec, in: Water, Air and Soil Pollution 90 (1996) 475–488.